# Bob Kauffman
Pour les articles homonymes, voir Kauffman.
Robert Kauffman dit Bob Kauffman (né le 13 juillet 1946, à Brooklyn, New York et mort le 27 juillet 2015 à Lilburn) est un joueur et entraîneur américain de basket-ball.

## Biographie
Intérieur de 2,06 m issu de Guilford College, Kauffman est sélectionné au 3e rang de la draft 1968 par les SuperSonics de Seattle.
Il joue sept saisons en NBA sous le maillot des Sonics, des Bulls de Chicago, des Clippers de Los Angeles et des Hawks d'Atlanta.
All-Star à trois reprises (en 1971, 1972 et 1973), Kauffman réalise des moyennes de 11,5 points et 7,0 rebonds par match en carrière. Sa meilleure saison a lieu en 1970-1971, avec des moyennes de 20,4 points et 10,7 rebonds pour les Braves.
Avec ses 2,06 m pour 108 kg, Kauffman a la force et la vivacité pour jouer à la fois aux postes d'ailier et de pivot. Il est aussi un bon passeur et un défenseur tenace.
Les SuperSonics de Seattle, lors de leur deuxième année d'existence, réalisent un bilan de 32 victoires - 50 défaites lors de l'année rookie de Kauffman, mais celui-ci n'est pas titulaire. Il est remplaçant derrière des ailiers plus petits. Lors de la deuxième année, l'entraîneur-joueur Lenny Wilkens transfère Kauffman à Chicago contre le vétéran Bob Boozer. Kauffman demeure à nouveau sur le banc de l'entraîneur Dick Motta.
Les Bulls, qui ont alors besoin d'un grand pivot, transfèrent Kauffman vers la nouvelle franchise d'expansion des Clippers de Los Angeles. Kauffman, qui n'a pas eu sa chance en tant qu'ailier précédemment, devient le pivot titulaire des Braves, où son type de jeu rappelle celui de Dave Cowens ou Dan Issel. Il répond à ses détracteurs en inscrivant 20 points, 11 rebonds et 4,5 passes décisives par match et en étant sélectionné pour le NBA All-Star Game.
Avec l'arrivée d'Elmore Smith en 1971, Kauffman retrouve son poste naturel d'ailier fort et est de nouveau All-Star. Il conserve les mêmes statistiques.
En 1972, l'entraîneur Jack Ramsay et le rookie Bob McAdoo arrivent. Les trois big men, Smith, Kauffman et MacAdoo, forment une ligne intérieure impressionnante, mais les Braves ne parviennent toujours pas à gagner.
Kauffman glane sa troisième élection consécutive au All-Star Game grâce à des moyennes de 17,5 points, 11 rebonds et 5 passes décisives par match, mais c'est la dernière de sa carrière.
Ramsay transfère Elmore Smith, place MacAdoo, ailier de formation, au poste de pivot et place Kauffman sur le banc. Les Braves parviennent enfin à gagner, mais Kauffman est mécontent de son rôle de remplaçant.
Transféré à Atlanta, il est de nouveau remplaçant au poste d'ailier.
Il décide alors de prendre sa retraite devant cet état de fait.
Kauffman devient par la suite General Manager et, brièvement, entraîneur des Pistons de Détroit durant une demi-saison en tant qu'intérimaire, pour un bilan équilibré de 29 victoires - 29 défaites. Mais la saison suivante, le poste est confié à Dick Vitale.
Le 27 juillet 2015, il décède à Lilburn, Géorgie dans son sommeil.

## Palmarès
- 3× NBA All-Star (1971–1973)